# Polystichum stimulans
Polystichum stimulans är en träjonväxtart som först beskrevs av Kze. och Georg Heinrich Mettenius, och fick sitt nu gällande namn av Richard Henry Beddome. Polystichum stimulans ingår i släktet Polystichum och familjen Dryopteridaceae. Inga underarter finns listade.